# Innocent
Innocent Varied Thekkethala, znany najczęściej jako Innocent ഇന്നസെന്റ്; (ur. 4 marca 1948 w Irinjalakudzie, zm. 26 marca 2023 w Koczinie) – indyjski aktor i producent filmowy oraz polityk.

## Życiorys
Urodził się w Irinjalakudzie w ówczesnym królestwie Koczinu, jako syn Thekkethali Varieda oraz Margalithy. Pochodził z wielodzietnej, katolickiej rodziny. W późniejszych wywiadach na pytania o to, dlaczego otrzymał tak nietypowe i rzadkie imię, odpowiadał ze śmiechem. Jako wyjaśnienie przywoływał opowieść zasłyszaną od ojca. Tuż po narodzinach swego trzeciego syna Thekkethali Varied miał spojrzeć na noworodka i stwierdzić, że w przyszłości wpadnie on w kłopoty i skończy na sali sądowej. By w zabawny sposób chronić dziecko, zdecydował, że nazwie je innocent, od angielskiego słowa oznaczającego niewinny.
Przyszły aktor był trzecim synem oraz piątym dzieckiem pośród łącznie ośmiorga dzieci. Kształcił się w S.N. Higher Secondary School w rodzinnej miejscowości, naukę zakończył niemniej już na ósmej klasie. Przeniósł się następnie do Dewangere w Karnatace, pracował tam w rodzinnej fabryce zapałek. Po tym gdy wpadła ona w tarapaty finansowe Innocent zmuszony był wrócić do rodzinnej Kerali. Bezskutecznie próbował spłacić nagromadzone długi, otwierając kolejno kilka niezbyt dochodowych przedsiębiorstw.
Początki kariery aktorskiej Innocenta związane były z teatrem. Jako aktor filmowy zadebiutował w 1972, wcielając się w niewielką rolę w obrazie Nrithashala. Jego kariera niemniej rozwijała się dosyć powolnie. Pewnym w niej przełomem stał się dopiero obraz Vida Parayum Munpe (1981) w reżyserii Mohana, którego Innocent był również współproducentem. Spotkał się on z jednoznacznie przychylnym odbiorem, był również ceniony przez krytyków. Role w Ormakkayi (1982) w reżyserii Bharathana czy w Panchavadi Palam (1984) w reżyserii K.G. George'a pozwoliły mu na stopniowe ugruntowanie swojej pozycji w keralskim przemyśle filmowym. Już w 1985 pojawił się 17 różnych produkcjach. W 1986 zagrał zresztą już w przeszło 30 obrazach, stając się tym samym postacią doskonale znaną i rozpoznawalną. Istotną częścią jego wizerunku scenicznego była ogromna łatwość, z którą wcielał się w odgrywaną postać, ukazując przy tym rozmaite odcienie jej osobowości. Zdolność tę łączył z umiejętnie wykorzystywaną mową ciała oraz charakterystycznym sposobem wypowiadania kwestii. Jako filmy doskonale ukazujące te właśnie jego talenty wymienia się chociażby Akkare Ninnoru Maran (1985), Gandhinagar 2nd Street (1986), Unnikale Oru Kadha Parayam (1987), Nadodikkattu (1987), czy Vadakkunokkiyantram (1989). Jego wybitne zdolności komediowe na stałe zapisały się w pamięci zbiorowej Keralczyków. Role w filmach Mukunthetta Sumitra Vilikkunnu (1988) w reżyserii Priyadarshana czy Ramji Rao Speaking (1989) w reżyserii Siddique'a i Lala przyniosły mu ogromny rozgłos i do dzisiaj wzbudzają śmiech. Zwłaszcza rola w tym ostatnim filmie spotyka się z uznaniem, jako najprawdopodobniej będąca częścią największego przeboju w całej jego karierze artystycznej.
Jego kariera w dalszym ciągu się rozwijała. Pojawił się w ciepło przyjętych Peruvannapurathe Visheshangal oraz Mazhavil Kavadi (1989) czy Thoovalsparsham, Gajakesariyogam oraz Dr Pasupathy, No.20 Madras Mail, a także w Kottayam Kunjachan (1990). Wkrótce zaczął różnicować naturę przyjmowanych ról, nie rezygnując w żadnym przypadku z komedii, poszerzając jednak zdecydowanie paletę postaci, w które gotów był się wcielać. Zagrał zatem skorumpowanego policjanta w wyreżyserowanym przez Priyadarshana Adhwaytham (1992). Z tego okresu wysoko cenione są jednocześnie role w takich filmach jak Kabooliwala, Vietnam Colony, czy Devaasuram. Chociaż kojarzony był nade wszystko z komedią, nie stronił od kina niezależnego. Ponadto jako ceniona postać keralskiego przemysłu filmowego pracował z rozmaitymi prominentnymi reżyserami. Wymienia się tu postaci takie jak G. Aravindan, Padmarajan czy Lenin Rajendran. Uzupełniają one nazwiska twórców wymienionych już powyżej. Współpracował w zasadzie z wszystkimi aktorami i aktorkami pierwszoplanowymi kina w malajalam. Znaleźli się wśród nich Mohanlal, Mammootty, KPAC Lalitha, Jagathi Sreekumar, Thilakan, Kalpana, Urvashi, Jagadish, Mukesh czy też Nedumudi Venu.
Uznawany jest za jednego z najważniejszych aktorów komediowych w historii keralskiego kina. Określany bywa jednocześnie jako jeden z największych komików jakich wydało kino Indii w ogóle. Jego filmografia (jako aktora) obejmuje przeszło 750 tytułów. Są to przede wszystkim filmy w malajalam. Można wśród nich jednak znaleźć także obrazy w języku tamilskim, hindi, kannada czy wreszcie w języku angielskim.
Angażował się także w życie polityczne, początkowo jako członek lewicowej Rewolucyjnej Partii Socjalistycznej (RSP), później zaś jako kandydat niezależny z poparciem rozmaitych partii lewicowych. Zasiadał w radzie rodzinnego miasta, był też członkiem izby niższej indyjskiego parlamentu federalnego (2014-2019). Opublikował ponadto łącznie pięć książek o różnorodnej tematyce, od autobiograficznej Chirrikku Pinnil przez mające wspomnieniowy charakter Njan Innocent, Cancer Wardile Chiri i Irinjalakudakku Chuttum po zbiór opowiadań Mazha Kannadi. Fragmenty jego wspomnień zostały przedrukowane w podręcznikach używanych w keralskich szkołach.
Za swoją działalność był wielokrotnie nagradzany i wyróżniany. Otrzymał chociażby trzy nagrody filmowe przyznawane przez keralski rząd stanowy. Poślubił Alice, był silnie związany ze swoją rodziną, zwłaszcza z wnukami. Zmarł w Koczinie, na skutek choroby nowotworowej.